# NGC 2291
NGC 2291 je galaksija u zviježđu Blizancima.

## Vanjske poveznice
- SEDS: NGC 2291